# Pia Sundhage

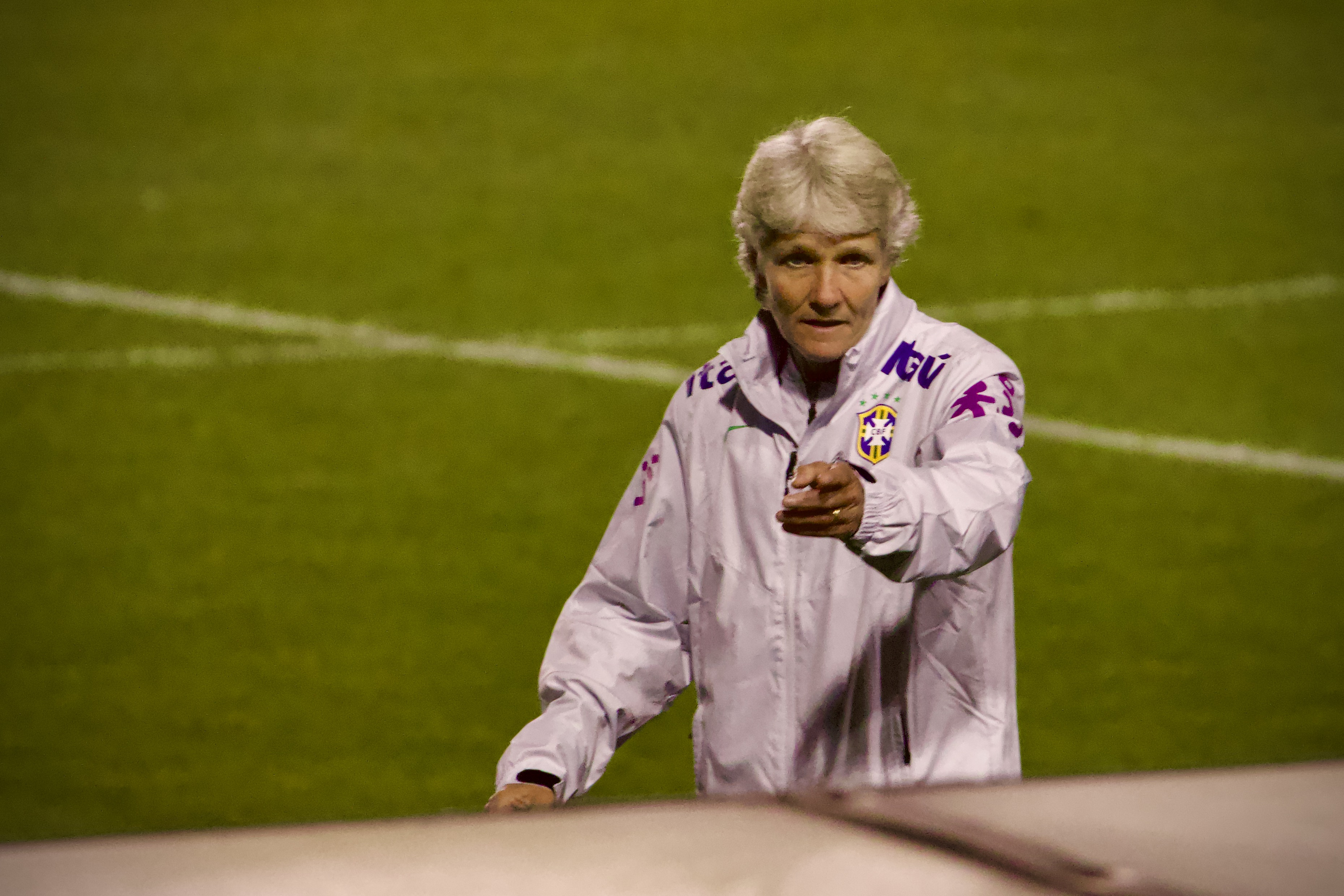
Pia Sundhage lors du tournoi international de Sao Paolo, 2019

Pia Mariane Sundhage, née le 13 février 1960 à Ulricehamn (Suède), est une footballeuse internationale suédoise devenue entraîneuse. Elle est actuellement sélectionneuse de l'équipe de Suisse féminine.

## Biographie
Pia Sundhage a été nommée entraîneuse-cheffe de l'équipe féminine américaine le 13 novembre 2007. Elle est devenue la 7e entraîneuse de l'histoire de l'équipe féminine américaine et la troisième femme. Elle démissionne le 1er septembre 2012 pour retourner en Suède après avoir conduit cette équipe par deux fois au titre olympique.
En juillet 2019, elle est nommée comme sélectionneuse de l’équipe féminine nationale brésilienne. Elle est démise de ses fonctions à la suite du mondial 2023 catastrophique de l'équipe.
Pia Sundhage est ouvertement lesbienne.
En 2024, elle a été nommée jusqu'en 2025 à la tête de la sélection féminine, pour préparer l'Euro organisé l'an prochain en Suisse.

## Palmarès

### Palmarès de joueuse

#### Sélection
- Championnat d'Europe : 1984
- Troisième de la Coupe du monde : 1991
- Finaliste du Tournoi international féminin de la FIFA : 1988

#### Club
- Championnat de Suède : 1979, 1981, 1984 et 1989 (Jitex BK)
- Coupe de Suède : 1981 (Jitex BK), 1994 et 1995 (Hammarby IF)

### Palmarès d'entraîneuse
- Médaille d'or aux Jeux olympiques d'été de 2008
- Médaille d'or aux Jeux olympiques d'été de 2012
- Vainqueur de l'Algarve Cup : 2008
- Finaliste de la Coupe du monde de football féminin : 2011
- Vainqueur de la Copa América féminine : 2022
- Finaliste de la Finalissima féminine : 2023

### Distinctions
- Nomination au prix d'entraîneur d'équipe féminine de l'année FIFA 2010
- Nomination au prix d'entraîneur d'équipe féminine de l'année FIFA 2011
- Entraîneur d'équipe féminine de l'année FIFA 2012

## Sélection

### Matchs internationaux
| Matchs internationaux de Pia Sundhage | Matchs internationaux de Pia Sundhage | Matchs internationaux de Pia Sundhage | Matchs internationaux de Pia Sundhage | Matchs internationaux de Pia Sundhage |
| #                                     | Date                                  | Adversaire                            | Résultat                              | Compétition                           |
| ------------------------------------- | ------------------------------------- | ------------------------------------- | ------------------------------------- | ------------------------------------- |
| 99                                    | 21 août 1991                          | URSS                                  | 2 - 0                                 |                                       |
| 100                                   | 9 octobre 1991                        | Pays-Bas                              | 3 - 1                                 |                                       |
| 101                                   | 23 octobre 1991                       | Espagne                               | 4 - 0                                 |                                       |
| 102                                   | 7 novembre 1991                       | Suisse                                | 4 - 1                                 |                                       |
| 103                                   | 17 novembre 1991                      | États-Unis                            | 2 - 3                                 |                                       |
| 104                                   | 19 novembre 1991                      | Japon                                 | 8 - 0                                 |                                       |
| 105                                   | 21 novembre 1991                      | Brésil                                | 2 - 0                                 |                                       |
| 106                                   | 24 novembre 1991                      | Chine                                 | 1 - 0                                 |                                       |
| 107                                   | 27 novembre 1991                      | Norvège                               | 1 - 4                                 |                                       |
| 108                                   | 29 novembre 1991                      | Allemagne                             | 4 - 0                                 |                                       |
| 109                                   | 9 mars 1993                           | France                                | 3 - 1                                 |                                       |
| 110                                   | 11 mars 1993                          | Allemagne                             | 3 - 1                                 |                                       |
| 111                                   | 14 mars 1993                          | Norvège                               | 1 - 2                                 |                                       |
| 112                                   | 3 août 1994                           | Canada                                | 3 - 0                                 |                                       |
| 113                                   | 5 août 1994                           | Canada                                | 2 - 1                                 |                                       |
| 114                                   | 7 septembre 1994                      | Allemagne                             | 1 - 3                                 |                                       |
| 115                                   | 29 octobre 1994                       | Danemark                              | 3 - 0                                 |                                       |
| 116                                   | 26 février 1995                       | Norvège                               | 3 - 4                                 |                                       |
| 117                                   | 4 mars 1995                           | Norvège                               | 4 - 1                                 |                                       |
| 118                                   | 14 mars 1995                          | Italie                                | 4 - 0                                 |                                       |
| 119                                   | 16 mars 1995                          | Pays-Bas                              | 2 - 1                                 |                                       |
| 120                                   | 17 mars 1995                          | Norvège                               | 0 - 2                                 |                                       |
| 121                                   | 19 mars 1995                          | Danemark                              | 3 - 2                                 |                                       |
| 122                                   | 26 mars 1995                          | Allemagne                             | 2 - 3                                 |                                       |
| 123                                   | 27 avril 1995                         | Chine                                 | 1 - 1                                 |                                       |
| 124                                   | 13 mai 1995                           | Angleterre                            | 4 - 0                                 |                                       |
| 125                                   | 27 mai 1995                           | Australie                             | 5 - 0                                 |                                       |
| 126                                   | 5 juin 1995                           | Brésil                                | 0 - 1                                 |                                       |
| 127                                   | 7 juin 1995                           | Allemagne                             | 3 - 2                                 |                                       |
| 128                                   | 9 juin 1995                           | Japon                                 | 2 - 0                                 |                                       |
| 129                                   | 13 juin 1995                          | Chine                                 | 4 - 5                                 |                                       |
| 130                                   | 30 août 1995                          | Finlande                              | 3 - 1                                 |                                       |
| 131                                   | 30 septembre 1995                     | Danemark                              | 2 - 1                                 |                                       |
| 132                                   | 15 octobre 1995                       | Roumanie                              | 8 - 0                                 |                                       |
| 133                                   | 21 janvier 1996                       | Norvège                               | 0 - 4                                 |                                       |
| 134                                   | 15 février 1996                       | États-Unis                            | 0 - 3                                 |                                       |
| 135                                   | 17 février 1996                       | États-Unis                            | 0 - 3                                 |                                       |
| 136                                   | 11 mars 1996                          | Danemark                              | 2 - 1                                 |                                       |
| 137                                   | 13 mars 1996                          | Finlande                              | 7 - 0                                 |                                       |
| 138                                   | 15 mars 1996                          | Islande                               | 1 - 0                                 |                                       |
| 139                                   | 17 mars 1996                          | Norvège                               | 0 - 4                                 |                                       |
| 140                                   | 12 mai 1996                           | Espagne                               | 1 - 1                                 |                                       |
| 141                                   | 2 juin 1996                           | Espagne                               | 8 - 0                                 |                                       |
| 142                                   | 26 juin 1996                          | Roumanie                              | 5 - 0                                 |                                       |
| 143                                   | 15 juillet 1996                       | Japon                                 | 3 - 1                                 |                                       |
| 144                                   | 21 juillet 1996                       | Chine                                 | 0 - 2                                 |                                       |
| 145                                   | 23 juillet 1996                       | États-Unis                            | 1 - 2                                 |                                       |
| 146                                   | 25 juillet 1996                       | Danemark                              | 3 - 1                                 |                                       |